# Tounfafi (Zinder)
Tounfafi ist ein Weiler im Arrondissement Zinder V der Stadt Zinder im westafrikanischen Staat Niger.

## Geographie
Der Weiler befindet sich südöstlich des Stadtzentrums im ländlichen Gemeindegebiet von Zinder, der Hauptstadt der gleichnamigen Region Zinder. Zu den Nachbardörfern von Tounfafi zählen Babban Tapki Bougage im Nordwesten, Zongon Tanko im Nordosten und Garin Goussoum im Südwesten.
Wie im gesamten Gemeindegebiet von Zinder herrscht das Klima der Sahelzone vor, mit einer durchschnittlichen jährlichen Niederschlagsmenge zwischen 300 und 400 mm.

## Bevölkerung
Bei der Volkszählung 2012 hatte Tounfafi 169 Einwohner, die in 28 Haushalten lebten. Bei der Volkszählung 2001 betrug die Einwohnerzahl 95 in 17 Haushalten.

## Wirtschaft und Infrastruktur
Es gibt eine Schule in der Siedlung.